# Зардари, Асиф Али
Аси́ф Али́ Зарда́ри (урду  آصف علی زرداری‎, синдхи آصف علي زرداري; род. 26 июля 1955, Карачи, Синд) — пакистанский политический, государственный и партийный деятель; сопредседатель Пакистанской народной партии (ПНП), президент Пакистана с 9 сентября 2008 по 8 сентября 2013 года и с 10 марта 2024 года. В 2012 был владельцем второго по величине состояния в Пакистане.
Обучался в Великобритании. С 1987 года был женат на Беназир Бхутто. В 1990 году арестован по обвинению в коррупции и провёл в тюрьме два года. С 1993 по 1996 год занимал министерские посты. В 1996 году арестован по ряду обвинений, в том числе в получении взяток (приговорён к пяти годам лишения свободы и штрафу), а также в убийстве брата Бхутто, произошедшем годом ранее. В 1999 году обвинён также в пособничестве наркомафии. По словам Бхутто, к Зардари применялись пытки.
В ноябре 2004 года был выпущен из тюрьмы под залог и вскоре выехал в США, однако через год появилась новая санкция на арест, на этот раз в связи с фальсификацией сведений о доходах. В конце правления президента Первеза Мушаррафа Зардари получил возможность беспрепятственно находиться в Пакистане. После гибели Бхутто в 2007 году её вдовец и сын Билавал стали сопредседателями ПНП. Когда Мушарраф в августе 2008 года ушёл в отставку, Зардари стал одним из основных кандидатов в президенты.
В 2009 году бывший премьер-министр Наваз Шариф воспользовался тем, что Зардари не восстановил нескольких судей, уволенных его предшественником, как обещал перед выборами. Митинги сторонников Шарифа в Карачи и Лахоре, однако, были подавлены, а самому Шарифу запретили занимать выборные должности. В итоге правительство согласилось вернуть председательство в Верховном суде популярному Ифтихару Мухаммаду Чоудхри. Во время президенства Зардари в 2010 году произошло крупное наводнение в стране, а также конституционным образом были существенно ограничены президентские полномочия.
После поражения правящей ПНП на парламентских выборах 2013 года отказался от участия в следующих президентских выборах.

## Биография

### Ранняя жизнь и карьера
Асиф Али Зардари родился 26 июля 1956 года в провинции Синд в богатой семье. Выходец из племени Зардари, суб-племени белуджей, которая проживает в провинции Синд, но воспринимается как синдхи. Вырос в Карачи, где окончил Грамматическую школу Карачи (по другим данным — католическую миссионерскую школу Святого Патрика, в которой учился и будущий президент Пакистана Первез Мушарраф). Затем Зардари поступил в кадетский колледж в городе Петаро, который закончил в 1974 году. По данным газеты The New York Times, в юности Зардари имел репутацию плейбоя.
В середине 1970-х годов уехал в Лондон, где посещал коммерческую Пединтонскую школу (Pedinton School) и обучался в Лондонской школе бизнеса, где, согласно одним данным, получил степень бакалавра педагогики, а по другим сведениям образование не закончил.
В дальнейшем помогал своему отцу в распоряжении имуществом и в строительном бизнесе. В 1985 году Зардари безуспешно баллотировался в Национальную ассамблею штата Синд. 18 декабря 1987 года женился на Беназир Бхутто, которая в то время была руководителем Пакистанской народной партии (ПНП) и лидером оппозиции и впоследствии дважды, в 1988—1990 и 1993—1996 годах, исполняла обязанности премьер-министра Пакистана. В это время Зардари не проявлял интереса к политике и был известен скорее как игрок в поло, имеющий собственную команду «Zardari Four».
После гибели президента Пакистана Мухаммеда Зия-уль-Хака в 1988 году Бхутто стала премьер-министром. В период с 1988 по 1990 год Зардари получил прозвище «мистер 10 процентов», поскольку он подозревался в том, что требовал 10 % с контрактов, заключаемых при содействии правительства Бхутто.
В 1990 году правительство Бхутто было свергнуто, а Зардари был арестован по обвинению в вымогательстве, похищении людей и коррупции. Его арест связывался со стремлением опорочить Бхутто в период ведения ею предвыборной кампании. При этом Зардари был избран в Национальную ассамблею, депутатом которой он оставался до 1996 года.
В начале 1993 года Зардари был выпущен из тюрьмы. В апреле президент Пакистана Гулам Исхак Хан назначил временным премьер-министром Балаха Шера Мазари. В созданное им временное правительство вошел и Зардари, в ведении которого оказались водные ресурсы и энергетика, однако в мае Верховный суд Пакистана вернул власть Шарифу.
В октябре 1993 года Пакистанская народная партия одержала победу на выборах, и Бхутто вновь возглавила правительство, в которое вошёл и её муж. С 1993 по 1996 год он был министром окружающей среды, а в 1995—1996 годах также министром инвестиций. Среди его достижений в это время упоминаются привлечение инвестиций в энергетику Пакистана и организация строительства ирано-пакистанского газопровода.
В ноябре 1996 года правительство Бхутто было отправлено в отставку, и Зардари, попытавшийся покинуть страну, был арестован. На него была возложена вина за убийство Мира Муртазы Бхутто — брата его жены, который выступал её политическим оппонентом. Сам Зардари обвинял в убийстве своего шурина пакистанские спецслужбы.
Впоследствии Зардари обвинялся во множестве преступлений — от убийств до коррупции и контрабанды наркотиков. В августе 2004 года он признал, что у него в собственности находится владение в английском графстве Суррей, оцениваемое в 4,35 млн фунтов, причём пакистанские власти утверждали, что оно было куплено на коррупционные деньги. Тем не менее, Зардари постоянно настаивал на том, что все возбуждённые против него дела имели политическую мотивацию и ни одно из обвинений не было доказано.
В ноябре 2004 года был выпущен из тюрьмы под залог. 21 декабря он был вновь арестован после того, как не смог явиться на слушания по делу об убийстве, но практически тут же был снова освобождён. Вскоре Зардари вылетел в Объединённые Арабские Эмираты, где 31 декабря 2004 года вновь встретился с Бхутто. После этого Зардари не привлекал к себе особого внимания вплоть до возвращения Бхутто в Пакистан.
В октябре 2007 года Бхутто вернулась в Пакистан, но в декабре погибла в результате теракта. В январе 2008 года Зардари вместе со своим сыном Билавалом возглавил ПНП. Партия победила на выборах в феврале 2008 года и образовала коалицию вместе с Мусульманской лигой Пакистана, возглавляемой бывшим премьер-министром Навазом Шарифом. Али Зардари не участвовал в выборах, поскольку не смог предоставить в срок необходимые документы, в том числе требуемый законом о выборах диплом бакалавра. При этом в марте 2008 года Зардари заявил, что не собирается становиться и главой правительства и хочет сконцентрироваться на партийных делах. После этого кабинет министров возглавил Юсуф Реза Гилани.

### Первый президентский срок (2008—2013)
В начале августа 2008 года коалиция объявила о своём намерении отправить Мушаррафа в отставку и вскоре добилась успеха. Тем не менее, коалиция развалилась в связи с тем, что Зардари, вопреки обещаниям, данным им в ходе предвыборной кампании, отказался содействовать в восстановлении верховных судей, выступивших против Мушаррафа в 2007 году.
После ухода Мушаррафа в отставку Зардари стал одним из основных кандидатов в президенты, несмотря на подозрения в причастности к коррупции и торговле наркотиками (Швейцария отказалась от претензий к нему уже в период его избирательной кампании), связи с США и проблемы с психикой. Несмотря на это, 6 сентября 2008 года Зардари был избран новым президентом Пакистана. 9 сентября он принёс присягу.
Начало его правления ознаменовалось «контртеррористическим» авиаударом США, приведшим к гибели мирных жителей и названным рядом пакистанских деятелей «интервенцией». 20 сентября в своём первом обращении к парламенту Зардари осудил американских военных, а также призвал существенно ограничить президентские полномочия, обеспечив переход к парламентской республике (например, ограничить права президента распускать парламент и отправлять в отставку правительство, которые он связал с предшествующими диктаторскими режимами).
Через несколько часов после выступления Зардари в парламенте в Исламабаде произошел один из крупнейших терактов в истории Пакистана: в результате взрыва около отеля «Мариотт» погибли не менее 53 человек и были ранены не менее 266 человек. Ответственность за взрыв взяла на себя малоизвестная группировка «Федаины ислама». 30 сентября Зардари заявил, что этот теракт был покушением на него, премьер-министра и высших чиновников страны, которые должны были ужинать в отеле.
В октябре 2008 года один из лидеров террористической сети «Аль-Каеда» Адам Гадан призвал к свержению Зардари. Несмотря на такое отношение со стороны исламистов, власти Пакистана официально протестовали против военных операций США, проводившихся против «Аль-Каеды» и радикального движения «Талибан» на севере Пакистана. 24 октября парламент принял резолюцию, осуждавшую действия США и призывавшую к переговорам с талибами. В середине февраля 2009 года появились сообщения о том, что пакистанское правительство ведет переговоры с представителями «Талибана», в которых предполагалось участие Зардари. Однако в начале марта пакистанский президент заявил, что его правительство отвергло возможность заключения мира с «Талибаном». За несколько дней до этого директор ЦРУ Леон Панетта также сообщил, что США не собираются прекращать свои атаки на севере Пакистана.
Зимой 2008—2009 годов обострились отношения Пакистана и Индии, после того, как появились подозрения, что именно на территории Пакистана подготавливались крупные теракты, произошедшие в конце ноября 2008 года в Мумбаи. Зардари отрицал, что организаторы терактов имели какое-либо отношение к его стране. Тем не менее в феврале 2009 года пакистанское руководство признало, что теракты в Мумбаи частично готовились в Пакистане, и заявили об аресте всех причастных к этим терактам лиц.
В конце февраля 2009 года в Пакистане прошли акции протеста, вызванные запретом для лидера оппозиции Наваза Шарифа занимать выборные должности, который в свою очередь заявил, что за этим решением стоит Зардари. После массовых беспорядков в середине марта руководство Пакистана приняло решение выполнить основное требование оппозиции и восстановить в должности смещённого Мушаррафом верховного судью Ифтихара Мухаммада Чоудхри. Летом были также сняты запрет на замещение Шарифом выборных должностей и все обвинения против лидера оппозиции. В то же время когда в августе 2009 года было возбуждено уголовное дело против экс-президента Мушаррафа, чего активно добивался Шариф, Зардари выступил против политической мести по отношению к Мушаррафу.
В июне 2009 года посетил Екатеринбург, где встретился с Дмитрием Медведевым и Хамидом Карзаем в рамках съезда руководителей государств — членов и наблюдателей Шанхайской организации сотрудничества.
В июле недовольство населения коррупцией и повышением налогов привело к запрещению всяких шуток и анекдотов о Зардари (отныне каждый, кто пошутит про главу государства, может быть арестован и посажен в тюрьму на срок вплоть до 14 лет), что было негативно воспринято общественностью.
В ноябре 2009 года Зардари добровольно ограничил свои президентские полномочия, передав часть из них премьер-министру Юсуфу Резу Гилани, в частности, глава правительства получил контроль над ядерным оружием Пакистана. В апреле 2010 года Зардари подписал конституционные поправки, ещё в большей степени ограничивавшие его полномочия. Так, он потерял право распускать парламент и назначать глав военного командования. C этого момента президент Пакистана перестал быть наиболее влиятельным человеком в стране и превратился в номинального главу государства.
2010 год был омрачён серьёзным наводнением, во время которого президент находился в Великобритании и во Франции.
В 2011 году на территории Пакистана американцами был убит известный террорист Усама бен Ладен. После этого отношения двух стран ухудшились. Сказалось на них и уничтожение пакистанского блокпоста вблизи границы с Афганистаном.
Срок правления президента Асифа Али Зардари, представителя потерпевшей поражение на выборах мая 2013 года правящей ПНП, заканчивался 8 сентября. В связи с поражением ПНП он ранее заявил об отказе от участия в следующих президентских выборах (их выиграл Мамнун Хусейн, вступив в должность 9 сентября 2013 года).

### Второй президентский срок (с 2024)
Зардари снова стал президентом Пакистана в марте 2024 года благодаря коалиционному соглашению, которое было достигнуто после парламентских выборов в Пакистане в 2024 году.

## Личная жизнь
Зардари — вдовец, у него три ребёнка: в 1988 году родился сын Билавал, в 1990 году — дочь Бахтавар, а в 1993 году — дочь Асифа. В марте 2010 года после подписания закона о трансплантации органов Зардари завещал после смерти отдать его тело на органы.

## Награды
- Орден Исмоили Сомони 1 степени (Таджикистан, 2011)[18]
- Медаль Туркменистана «Magtymguly Pyragynyň 300 ýyllygyna» (Туркменистан, 11 октября 2024 года) — учитывая заслуги в расширении дружеских отношений между Туркменистаном и Исламской Республикой Пакистан, в изучении, бережном сохранении, популяризации и донесении грядущим поколениям творческого наследия поэта-классика туркменской литературы Махтумкули Фраги, большой личный вклад в сближение и обогащение культур, укрепление дружбы, братства и взаимовыгодного сотрудничества между туркменским и пакистанским народами, а также по случаю 300-летия туркменского поэта и мыслителя Махтумкули Фраги[19].